# Епархия Абарадиры
Епархия Абарадиры (лат. Dioecesis Abaradirensis) — упразднённая епархия, в настоящее время титулярная епархия Римско-Католической церкви.

## История
Античный город Абарадира находился в римской провинции Африка и до VI века был центром одноимённой епархии. В VI веке епархия Абарадиры прекратила своё существование.
C 1933 года епархия Абарадиры является титулярной епархией Римско-Католической церкви.

## Епископы
- епископ Префециан (упоминается в 484 году).

## Титулярные епископы
- епископ Joseph Fady M. Afr.[1] (12.07.1951 — 25.04.1959) — назначен епископом Лилонгве;
- епископ Joseph James Byrne C.S.Sp. (15.08.1959 — 20.10.1961);
- епископ Ян Восинский (20.11.1961 — 19.07.1996);
- епископ Fernando Torres Durán (29.11.1996 — 2.07.1999) — назначен епископом Читре;
- епископ José Ángel Rovai (13.08.1999 — 3.10.2006) — назначен епископом Вилла-Марии;
- епископ Matthias Kobena Nketsiah (24.11.2006 — 31.05.2010) — назначен архиепископом Кейп-Коста;
- епископ Marko Semren O.F.M. (15.07.2010 — по настоящее время).

## Источник
- Annuario Pontificio, Libreria Editrice Vaticana, Città del Vaticano, 2003, стр. 870, ISBN 88-209-7422-3
- J. Mesnage, L’Afrique chrétienne, Paris 1912, стр. 175  (фр.)
- Stefano Antonio Morcelli, Africa christiana, Volume I, Brescia 1816, стр. 58-59  (лат.)
- La Gerarghia Cattolica